# Cal Fabricant
Cal Fabricant és un edifici modernista catalogat com a monument del municipi de Santa Coloma de Farners (Selva) protegit com a bé cultural d'interès local.

## Descripció
Situada en el tram més estret del carrer Pare Lluís Rodés, aquesta casa entre mitgeres és una altra mostra molt interessant de l'arquitectura modernista de la vila. L'edifici consta de planta baixa i dos pisos amb una línia de façana força estreta que s'eixampla a la part del darrere. Actualment la planta baixa està destinada a botiga de robes i cortines i taller de confecció, mentre que les altres dues són l'habitatge dels propietaris.
La façana ha sofert una remodelació molt poc afortunada en la part de la botiga. S'ha realitzat una gran obertura rectangular per situar-hi l'aparador i la porta d'accés i, al mateix temps, s'ha substituït el parament original per un aplacat de pedra. Les dues plantes superiors conserven la fesomia i els element modernistes i només s'hi ha intervingut per consolidar els forjats de la balconada. La gran balconada coberta és sens dubte l'element més rellevant de l'edifici. És un balcó de pedra amb quatre columnes molt estilitzades que sostenen uns arcs lobulats. La barana està composta per un cos central més ample que té un frontal decorat amb tessel·les de vidres de colors blanc, rosa i verd, formant uns senzills motius ornamentals geomètrics i vegetals. La part superior d'aquest tram de barana presenta una decoració de ferro forjat en forma d'entramat de fulles. La resta de la barana és de pedra esculpida amb relleus de motius vegetals.
L'últim pis té una gran obertura d'arc de mig punt decorada amb ceràmica verda i blanca, davant, el balcó té la barana de relleus de pedra com els del pis inferior. L'edifici està acabat amb dos grans pinacles laterals i una cornisa semicircular rematada per un floró.
L'interior ha estat relativament poc alterat. La planta baixa està formada per una sala amb sostre d'arc molt rebaixat que s'obre a un petit pati interior per mitjà d'una gran arcada central i dues més petites als extrems, sostingudes per dues columnes amb capitells esculpits. La part superior del mur està decorada amb motllures de guix en forma de garlandes. Actualment part de l'obertura ha estat tapiada. El pati, que conserva una font amb rajoles vidriades i una escultura d'una figura femenina, s'aïlla de la sala amb una gran vidriera. Darrere es troba la zona destinada a taller. Als pisos superiors s'hi accedeix per una escala tancada. L'estat actual de tot l'immoble, tant a l'exterior com a l'interior, necessita ser restaurat.

## Història
Construïda el 1876, en un principi com a presó, més tard va ser central de telefonia i finalment habitatge. L'any 1914 va ser totalment reedificada amb estil modernista. El gener de 2005 es va realitzar una intervenció per evitar el despreniment de l'arrebossat de la façana.